# Total Physical Response
Total Physical Response (TPR) o Respuesta Física Total es un conjunto de métodos desarrollados por el Dr. James J. Asher, un profesor de psicología de la Universidad Estatal de San José, para colaborar en el aprendizaje del lenguaje. El método radica en la suposición de que cuando se aprende un lenguaje adicional, este lenguaje es internalizado a través de un proceso de descifrado de código, similar al desarrollo del primer lenguaje y este proceso permite un periodo largo de desarrollo de la comprensión antes de la producción de lenguaje. Los estudiantes son llamados a responder físicamente a órdenes verbales.
El TPR está pensado primordialmente para profesores que enseñan inglés como un idioma adicional y por consiguiente como método en la enseñanza de otros idiomas.
Blaine Ray, un profesor de español, adicionó historias al método de Asher para ayudar a los estudiantes a adquirir lenguaje no física, creando así las bases para lo que ahora se conoce como Teaching Proficiency through Reading and Storytelling (TPRS) basado en las teorías de Stephen Krashen sobre la adquisición del lenguaje. El método se volvió popular en la década del 70 atrajo la atención o rechazo de algunos profesores, pero no ha recibido apoyo generalizado por los educadores en general.

## Bases
El TPR está basado en la premisa que el cerebro humano está biológicamente programado para aprender cualquier lenguaje natural, incluyendo el lenguaje de señas de los sordos. El proceso es visible cuando observamos cómo los bebés interiorizan el lenguaje.
Se dirige a la forma en la que los niños aprenden su lengua materna. La comunicación entre padres e hijos combina las habilidades verbales y motrices, el niño responde físicamente a los comandos verbales del padre. La respuesta del niño es a su vez reforzada positivamente con la voz del padre. Durante muchos meses, el niño absorbe el lenguaje sin poder hablar. Es durante este período que la interiorización y el descifrado de mensajes ocurre. Después de esta etapa, el niño es capaz de reproducir el lenguaje espontáneamente. 
Por lo que, el profesor debe de tratar de imitar este proceso en la clase.

## Su uso en el aula
En el aula, el profesor y el estudiante toman los roles similares al padre y al niño respectivamente. Los estudiantes deben responder físicamente a las palabras del profesor. La actividad puede ser simple como Simón dice o juegos más complejos que incluyan gramática más compleja y escenarios más detallados. También es útil para contar historias.
Debido a su enfoque, el método TPR puede ser utilizado como alternativa para enseñar a estudiantes con dislexia o algún problema relacionado con el aprendizaje, los que comúnmente experimentan dificultades al aprender otros lenguajes con la instrucción tradicional.
De acuerdo con sus proponente, tiene un número de ventajas. Los estudiantes disfrutarán de pasar el tiempo fuera de sus sillas.
Las actividades TPR son simples y no requieren una preparación especial por parte del profesor. TPR no requiere aptitud y trabaja bien con clases de estudiantes con habilidades mixtas. Es beneficioso para los estudiantes hiperactivos, que necesitan estar siempre activos en la clase. El tamaño de la clase no debería ser un problema y funciona efectivamente con niños y adultos.
Sin embargo, es reconocido que el TPR es más útil para principiantes, aunque puede ser utilizado a niveles más altos en los cuales la preparación se convierte en algo más complicado para el instructor. Este método no provee una forma al estudiante para que exprese sus pensamientos en un modo creativo. Además, es sencillo sobreutilizar TPR. "Cualquier novedad, si llevada por mucho tiempo, conllevará adaptación Puede ser un reto para los estudiantes tímidos.
TPR y la enseñanza de una lengua extranjera.
Esta técnica es especialmente útil al enseñar una lengua extranjera. Las primeras destrezas que se practican son las receptivas y está comúnmente aceptado que el estudiante pasará por un periodo de silencio antes de producir ningún mensaje oral o escrito. Entre estas dos fases hay una intermedia en la que el estudiante puede responder físicamente para mostrar la comprensión de un mensaje. Seguimos un proceso natural en el aprendizaje de la lengua extranjera, intentando emular la forma en la que aprendió su lengua materna
Algunos juegos y canciones (action songs) basados en la técnica de "Total Physical Response"
Simón dice (variante): El profesor va indicando acciones (clap, jump, raise your hand, etc) y las va realizando a la vez que los niños. En un segundo paso el profesor indica las acciones, pero no las realiza, solo lo harán los niños. En una última variante, el profesor puede engañar a los niños realizando una acción distinta a la que ha indicado. Los que se equivoquen pueden quedar eliminados. A todos los alumnos les gusta ser el último. Conviene que no sea siempre el mismo para mantener la motivación del grupo.
What's the time Mr Wolf. Tradicionalmente en España se ha llamado a este juego "Un, dos tres, pollito inglés". Este juego se puede utilizar para repasar la hora y se puede adaptar a distintos niveles de la enseñanza. El que hace de lobo y se pone de cara a la pared mientras el resto del grupo está a unos diez metros de él. Todos a la vez gritan "What's the time Mr Wolf” al lobo que permanece de espaldas a la pared y que puede contestar por ejemplo "four o'clock" a la vez que se da la vuelta rápidamente. El grupo ha ido avanzado, y se quedará inmóvil al darse la vuelta el lobo. El que se mueva queda eliminado, o el grupo completo vuelve al punto de partida. Así se continuará hasta que el lobo diga "dinner time" y salga corriendo tras el grupo para atrapar a uno, que será el siguiente lobo.
"Head, shoulders, knees and toes": Canción sobre las partes del cuerpo. A medida que las va nombrando, el niño toca dicha parte del cuerpo, en forma de baile.
"Here we go round the mulberry bush": Canción sobre acciones. El niño realiza la mímica que corresponde a cada acción.
"If you're happy and you know it". Canción sobre las emociones. El niño hace un gesto o sonido asociado a cada emoción.